# Гислафред (граф Каркассона)
Гислафре́д  (Гисклафре́д; фр. Gislafred (Gisclafred); умер не позднее 820) — граф Каркассона (не позднее 812 — не позднее 820), представитель династии Беллонидов.

## Биография
Гислафред был старшим сыном первого графа Каркассона Белло, о чём сообщается в хартии от 837 года. После смерти своего отца, произошедшей, возможно, около 810 года, он получил от императора Карла Великого Каркассонское графство. Историки отмечают, что наследственная передача власти в Каркассоне от отца к сыну была уникальным явлением для Франкского государства начала IX века.
Первое упоминание о Гислафреде как о графе Каркассона относится ко 2 апреля 812 года, когда он был упомянут в хартии Карла Великого, данной монархом в пользу готских переселенцев, бежавших во Франкское государство из завоёванных мусульманами областей Пиренейского полуострова. Документ был выдан императором Карлом в ответ на переданную им делегацией переселенцев петицию на действия графов, управлявших пограничными с Кордовским эмиратом землями империи. В хартии Карл Великий приказывал Гислафреду и другим графам Испанской и Готской марок, на которых была принесена жалоба, прекратить притеснения переселенцев, снизить налагаемые на них государственные налоги и отказаться от практики захвата принадлежавших им земель. Контроль над выполнением этого указа император возлагал на своего сына, короля Аквитании Людовика, и на архиепископа Арля Иоанна II. Впоследствии, хартии в поддержку этих переселенцев давал и император Людовик I Благочестивый. Адресатом одной из них, датированной 815 годом, значится и не названный по имени правитель Каркассонского графства.
О деятельности Гислафреда как графа известно не очень много. В хартиях, выданных уже после его смерти (в 828, 834 и 837 годах), упоминается, что он совершил обмен владениями с императором Людовиком Благочестивым, передав монарху свои наследственные земли в Конфлане, а взамен получив селения в окрестностях Каркассона.
В 817 году правителем Франкской империи был издан указ, разделивший государство между его сыновьями. Согласно этому разделу, сюзереном Гислафреда стал король Аквитании Пипин I, однако как отразился на судьбе Гислафреда его переход под власть другого монарха, исторические источники сведений не сохранили.
Дата смерти графа Гислафреда не известна. Это должно было произойти не позднее 820 года, так как в хартии, датированной 12 сентября этого года, правителем Каркассонского графства был уже назван его младший брат Олиба I. На основании того, что власть перешла не к потомкам скончавшегося графа, а к его брату, историки делают вывод, что брак Гислафреда с Айлоной, возможно, происходившей из рода графов Арагона, был бездетным.